# Psychotria ambohimitombensis
Psychotria ambohimitombensis är en måreväxtart som beskrevs av Cornelis Eliza Bertus Bremekamp. Psychotria ambohimitombensis ingår i släktet Psychotria och familjen måreväxter. Inga underarter finns listade i Catalogue of Life.